# Forsythia ovata
Forsythia ovata  es una especie de planta fanerógama perteneciente a la familia Oleaceae. 

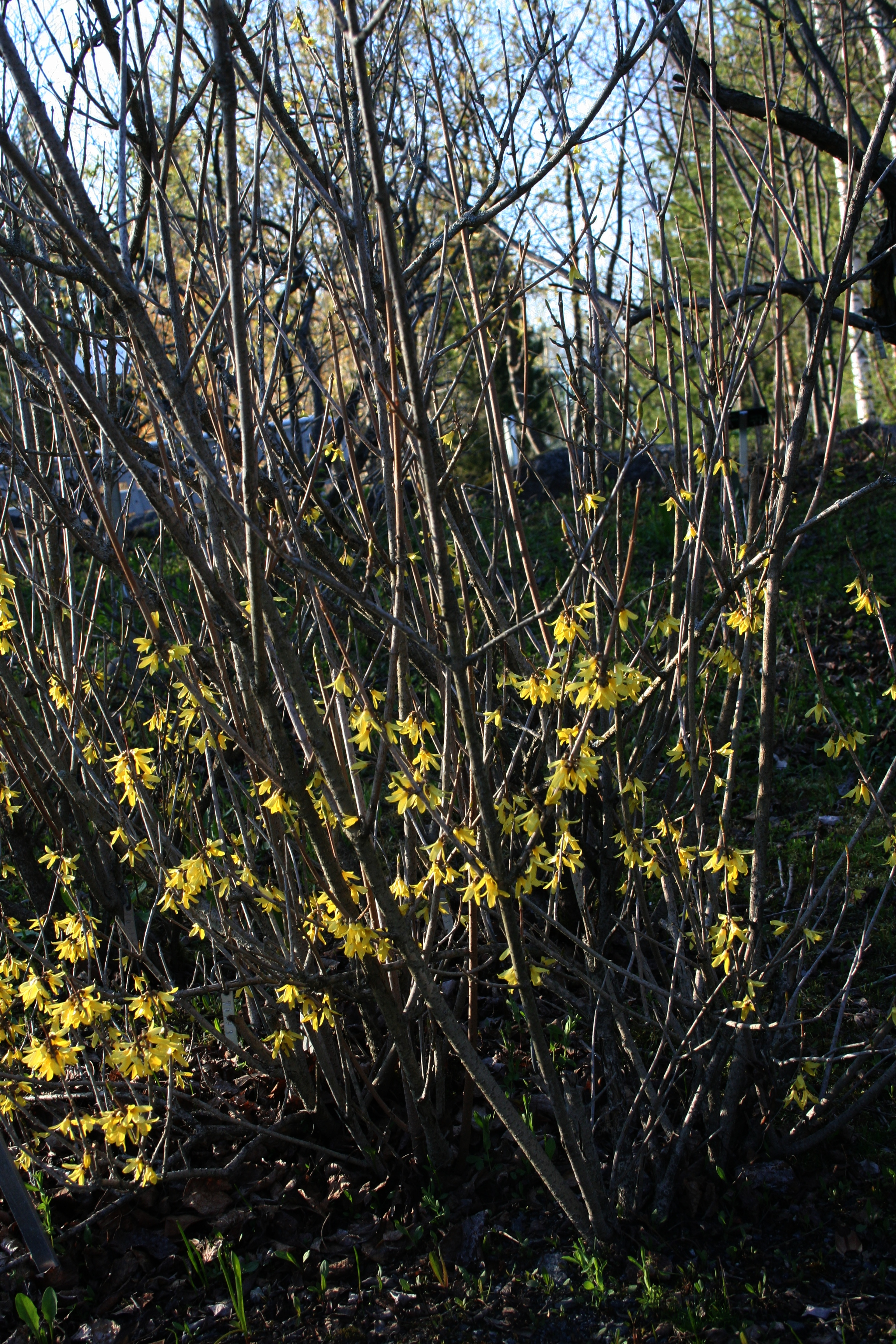
Vista de la planta

## Distribución
Es originaria de Corea y de China Oriental. La vegetación arbustiva dispersa que no exceda de 1,5 metros de altura, se caracteriza por las hojas ovales, a veces muy amplias y en su mayoría por pequeñas flores que aparecen antes del follaje de primavera en una floración temprana de color amarillo dorado brillante al final del invierno. 

## Taxonomía
Forsythia ovata fue descrita por Takenoshin Nakai y publicado en Bot. Mag. (Tokyo) 31: 104 1917.
Etimología
Forsythia: nombre genérico otorgado en honor del botánico William Forsyth.
ovata: epíteto latíno que significa "ovada".
Sinonimia
- Forsythia japonica f. ovata (Nakai) Markgraf
- Rangium ovatum (Nakai) Ohwi[7]